# Дженіс Бяла
Дженіс Бяла (англ. Janice Biala, уроджена Schenehaia Tworkovska; 1903–2000) — американська художниця польського походження, чиї роботи, що охоплюють сім десятиліть творчості, добре цінуються як у США, так і у Франції.
Відома своїм «бездоганним смаком та чудовим інтелектом», а також «інтуїтивним почуттям композиції та поєднанням кольорів», вона створювала картини інтер'єрів, натюрмортів, портретів своїх друзів та міських пейзажів місць, де подорожувала. Її робота, яка не піддається простій класифікації, лежить між фігурацією та абстракцією. Була одним із великих модерністів, хто використовував форму і колір.

## Життєпис
Шенеха Бяла народилася 11 вересня 1903 року в єврейській родині в польському місті Бяла-Подляска, на той час Російської імперії, де знаходився військовий російський гарнізон. У родини Творковських було шестеро дітей.

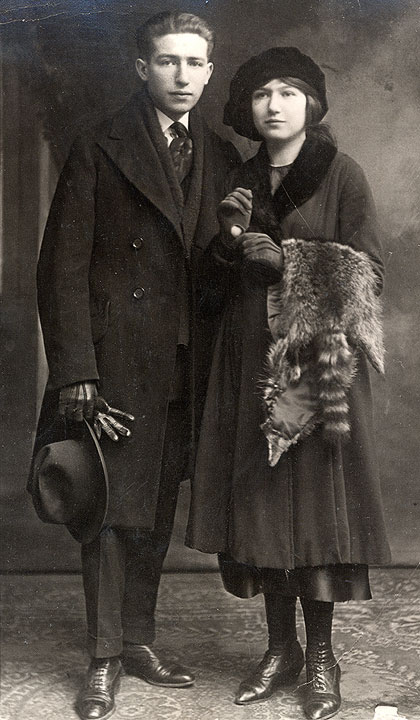
Дженіс та Яків, 1921 рік

Іммігрувала до Нью-Йорка в 1913 році, приїхавши туди зі своєю матір'ю Естер та братом Яковом. Її батько Хайман Творковський (Hyman Tworkovsky), був кравцем, який емігрував до Нью-Йорку раніше і працював в ательє в Нижньому Іст-Сайді. У США батьки змінили своє прізвище на Бернштейн, взявши прізвище родича, якого вони вказали як поручитель у своїх імміграційних документах. Сім'я також американізувала свої імена: Шенеха взяла ім'я Дженіс, Яків став Джеком — згодом він став впливовим художником Нью-Йоркської школи (Джек Творков). Наслідуючи пораду брата, вона також взяла собі прізвище Творків. У 1929 році Дженіс стала натуралізованою громадянкою США.

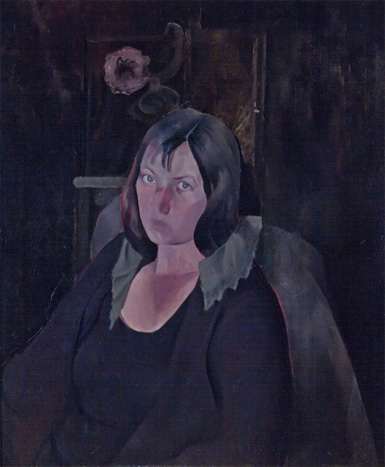
Портрет Дженіс роботи Дікінсона (1924).

Дженіс здобула освіту в державних школах Нью-Йорка. Вже на початку навчання вона вирішила стати професійною художницею, у старшій школі вона з друзями збиралася разом для неформальних замальовок. У 20-річному віці вступила до художнього курсу Національної академії дизайну, де Чарльз Готорн викладав курс малювання. У цей час вона також познайомилася з партнером Готорна — Едвіном Дікінсоном, який вів заняття в Лізі студентів-художників Нью-Йорка. Влітку 1923 року вона переконала свого брата Джека супроводжувати її в колонію художників в Провінстауні, штат Массачусетс, щоб навчатися у Готорна та Дікінсона. Протягом 1924 та 1925 років Дженіс навчалася на Мангеттені та в Лізі студентів-художників, де тоді викладав Готорн. В 1924 році Дікінсон написав портрет Дженіс, на якому зображена серйозна похмуро одягнена молода жінка, а в 1925 році вона створила свій автопортрет.
З 1929 року художниця почала брати участь у групових виставках, перші відбулися у 1929 та 1930 роках у галереї G.R.D. Salon. GRD була однією з небагатьох нью-йоркських художніх галерей, які виставляла модерністські картини як жінок, так і чоловіків (галерею названо на честь Гледіс Рузвельт Дік її сестрою Джин Рузвельт). Поряд з картинами Бяли, виставка 1929 року включала роботи Еви Шифф, Вірджинії Паркер та Елізабет Ноттінгем. Виставка 1930 року, організована Агнес Вайнріх, включала роботи художників з провінстаунської арт-колонії, у тому числі Чарлза Демута, Олівера Чаффі, Карла Кнатса, Люсі Л'Енгл, Найлса Спенсера, Маргарі та Вільяма Зораха, а також роботи Бяли та її брата Джека.
У цей час Дженіс забезпечувала себе виконанням низькооплачуваних робіт, і коли виставки в G.R.D. не стали приводити до продажу її робіт, вона прийняла запрошення своєї подруги поетеси Ейлін Голл — супроводжувати її в поїздці до Парижа. Ейлін дружила з письменником Фордом Медоксом, з яким познайомилася Дженіс і жила з ним до смерті Форда в 1939 році. Водночас вони опинилися в тяжкому фінансовому становищі за часів Великої депресії в США, яка торкнулася також і Європи. Попри скромні заробітки та постійну боротьбу з бідністю, їм вдалося підтримувати тісні контакти з письменниками та художниками, у тому числі з Гертрудою Стайн, Езрою Паундом, Пабло Пікассо, Анрі Матіссом та Константіном Бранкузі.
У 1931 році роботи художниці з'явилися у нью-йоркській галереї Macy Galleries. У 1935 році відбулася її перша персональна виставка в Нью-Йорку в Georgette Passedoit Gallery. У січні 1937 року Дженіс Бяла знову виставлялася у цій галереї, потім у серпні — у Денверському художньому музеї. 1938 року вона з Фордом повернулася до Франції, де отримала свою першу французьку персональну виставку в Галерії Зак. Форд помер у 1939 році, і Бяла стала його літературним виконавцем (душоприказником). З початком Другої світової війни вона повернулася до Нью-Йорка, де провела наступні п'ять років. В цей час художниця мала персональні виставки та брала участь у групових, на той час не було жодних сумнівів у тому, що їй вдалося утвердитися професійною художницею. У 1942 році Дженіс Бяла вийшла заміж за американського карикатуриста Деніела Брустляйна і з цього моменту більшу частину часу проводила у Франції, періодично повертаючись до Нью-Йорка. Підтримуючи зв'язок зі своїм братом-художником, вона стала однією з небагатьох художниць, пов'язаних із Нью-Йоркською школою.
У 1950-х роках роботи Дженіс Бяли часто демонструвалися на персональних та групових виставках у нью-йоркській галереї Stable та в паризькій галереї Galerie Jeanne Bucher. Протягом наступних років життя художниця продовжувала виставлятися на персональних та групових виставках, як у Парижі — у Galerie Jacob та Salon des Réalités Nouvelles; так і в Нью-Йорку — в Grüenebaum Gallery та Kouros Gallery. Як зазначали критики, в 1981 році, після шести десятиліть малярства, якість її робіт була як ніколи високою.
Дженіс Бяла померла 24 вересня 2000 року в Парижі.
Після смерті художниці продовжуються її ретроспективні виставки. Роботи Дженіс Бяли знаходяться в десятках музеїв США та Франції, серед яких: Музей американського мистецтва Вітні, Смітсонівський музей американського мистецтва, Художній музей Сан-Дієго, Центр Помпіду, Кантональний музей образотворчих мистецтв та інші. Твори Дженіс Бяли також прикрашають офіси багатьох великих компаній: BNP Paribas, General Electric, Reader's Digest, Philip Morris, Vassar College.

### Особисте життя
За своє життя художниця мала кілька імен. Її ім'я на івриті було Шенеха Творковська. Після імміграції до США стала йменуватися як Дженіс Бернштейн. Замолоду мала ім'я Дженіс Творків. У 1920-ті роки вона підписувала свої роботи або цим ім'ям, або ім'ям Дж. Творків.
На початку 1920-х років Дженіс Бяла вийшла заміж за друга свого брата Джека — художника Лі Гатча. Цей шлюб не був успішним — незабаром подружжя жило окремо і розлучилося офіційно 1935 року. Дженіс ніколи не використовувала прізвище Гатч, і її рідко називали за ним. Ще в 1930 році за пропозицією колеги-художника Вільяма Зораха вона обрала нове ім'я, щоб уникнути плутанини зі своїм братом, іншим Дж. Творковим — Бяла, за назвою свого місця народження. У 1930-х роках, перебуваючи у громадському шлюбі з англійським романістом Фордом Медоксом, її іноді називали місіс Форд або Дженіс Форд Бяла. Вона познайомилася з Фордом під час поїздки до Парижа, але офіційно вони не одружилися. Дженіс залишалася з Фордом до його смерті у 1939 році.
Після одруження 1942 року з Деніеле Брустляйне — відомомим карикатуристом з Нью-Йорка, вона зберегла ім'я Бяла, але іноді її звали місіс Брустляйн. Наступні роки пара регулярно подорожували між Парижем та Нью-Йорком. Найчастіше вона називала себе Дженіс Бяла чи просто Бяла.